# Loulucoris
Loulucoris is een geslacht van wantsen uit de familie van de Miridae (blindwantsen). Het geslacht werd voor het eerst wetenschappelijk beschreven door Adam Asquith in 1995.

## Soorten
Het genus bevat de volgende soorten:

- Loulucoris cinygmiscus Asquith, 1995
- Loulucoris kidoi Asquith, 1995